# Foorush
Foorush(フーラッシュ)は日本のアクティブパフォーマンス集団。吉田竜弥(よしだりゅうや)と西沢勇人(にしざわはやと)が結成したHayato＆Ryuya(ハヤトアンドリューヤ)が先導し、河野祥伍(かわのしょうご)、山城喜也(やましろよしや)、前堀航輝(まえぼりこうき)らと立ち上げた団体。

## 概要
「スキーをさらに自由に、楽しく、大衆的に」を目的に2013年にプロフリースキーヤーたちが立ち上がり結成された団体。団体には吉田竜弥、西沢勇人、河野祥伍、山城喜也、前堀航輝などが所属している。

## 年表
- 2004年 - 吉田竜弥と西沢勇人が出会いチェリーボーイズプロダクションを結成
- 2006年 - 吉田竜弥と西沢勇人が再度コンタクト。大町のストリートレールにてファーストプレイ
- 2008年 - DVD「アップルフライ」にHayato＆Ryuyaというチャプターが出来る。この時から「Hayato＆Ryuya」という名前でプレイスタート
- 2009年11月 - 頭の悪いビデオレター。
- 2010年6月 - スキーで富士山アタック。
- 2010年10月 - 輪ゴムでバンジー。
- 2010年11月 - 立山40ｍクリフジャンプ。
- 2011年11月 - Hayato＆Ryuya DVD「ZIPPANG」完成。
- 2012年9月 - 輪ゴムでバンジーリトライ。ロープスイングリトライ。
- 2013年5月 - 「グレートダウンヒル」
- 2013年9月 - 輪ゴムバンジーファイナル
- 2013年11月 - Foorush結成
- 2014年1月 - パンツでスキー
- 2014年2月 - 200年に一度の松本城プレイ、信州新町ロードギャップ、ロードウェイク、八方40ｍクリフ
- 2014年5月 - 乗鞍岳ロードギャップ
- 2014年11月 - 城ヶ島大橋ダイブ
- 2015年3月 - 野尻湖弁天島プレイ

## 発売DVD
- 「ZIPPANG」 Hayato＆Ryuya
- 「FIVE COUNT」Ryuya/Hayato/Shogo/Gachaping/Koki